# Pitiquito
Pitiquito es un municipio del estado mexicano de Sonora, ubicado en el norte de su territorio.

## Generalidades
El municipio está enclavado en la parte noroeste del Estado de Sonora, sobre la costa del golfo de California, su cabecera es la población de Pitiquito y colinda al noroeste con el municipio de Altar, al sur colinda con el municipio de Hermosillo, al este con el municipio de Trincheras y al oeste con el municipio de Caborca y el golfo de California.
Posee una superficie de 5979.96 km² que representan el 6.46 por ciento del total estatal y el 0.61 por ciento del nacional; las localidades más importantes, además de la cabecera municipal son: Puerto Libertad y El Desemboque. En el censo general de población y vivienda del año 2000, el municipio contaba con 9160 habitantes.

## Historia
A la llegada de los conquistadores españoles, el territorio estaba poblado por varias tribus sedentarias de orígenes pima y pápago establecidas en las márgenes de los ríos Altar y Río Magdalena, afluentes del río Asunción. La nación pima se dividía en dos grandes familias que se asentaron en los hoy estados de Sonora y Arizona, a esas familias o grupos se les conoció en la época misional como la Pimeria Baja y la Pimería Alta, los primeros habitaban al sur del estado de Sonora.
En cuanto a la Pimería Alta, puede decirse que abarcaba lo que ahora es el Norte del Estado de Sonora y el Sur del Estado de Arizona, extendiéndose de Norte a Sur, desde el río Gila hasta el río Altar, y de Oriente a Poniente del río San Pedro, al golfo de California y río Colorado.
Fue fundado Pitiquito como misión en 1694 por el Padre Kino, Eusebio Francisco Kino S.J., con el nombre de la Natividad del Señor de Pitiquin. En 1768 los franciscanos se hicieron cargo de las Iglesias y el lugar era conocido como San Antonio de Pitiquito. Según la tradición local se dice que el pueblo toma el nombre del famoso jefe indio, que una vez vivió en la ranchería donde se construyó la Iglesia, y a éste lo llamaban "Piti" o "Pitic". En 1914 durante la época de la Revolución mexicana, Pitiquito obtuvo la categoría de municipio.

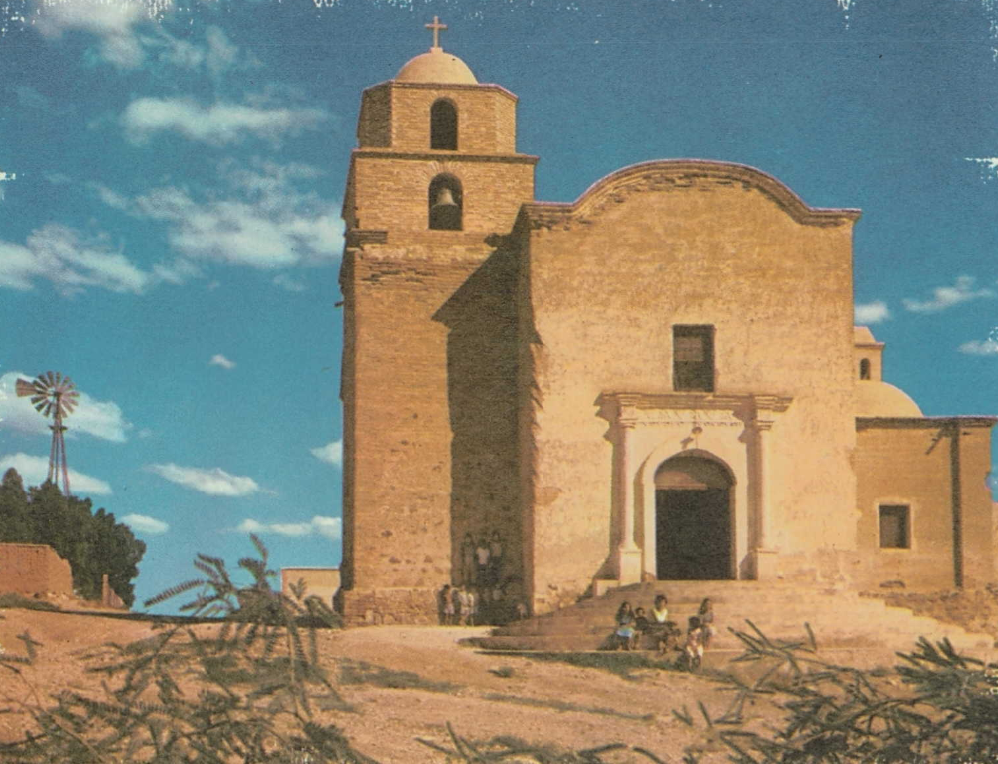
Misión de San Diego de Pitiquito en 1961

## Cronología de hechos históricos
- 1694 Fundación por el misionero Jesuita Eusebio Francisco Kino.
- 1911 Batalla entre fuerzas rebeldes y Francisco Reyna.
- 1914 Durante el maderismo obtiene la categoría de municipio.

## Clima
El municipio cuenta con un clima de tipo seco semicálido, teniendo una temperatura media máxima mensual de 31.3 °C en los meses de julio y agosto y una temperatura media mínima de 12.2 °C en los meses de diciembre y enero; tiene una temperatura media anual de 21.8 °C. Las lluvias son escasas en el desierto, presentándose principalmente en los meses de julio y agosto, con una precipitación de 246.3 milímetros. 
| Parámetros climáticos promedio de Pitiquito, Sonora (1951-2010)                 | Parámetros climáticos promedio de Pitiquito, Sonora (1951-2010) | Parámetros climáticos promedio de Pitiquito, Sonora (1951-2010) | Parámetros climáticos promedio de Pitiquito, Sonora (1951-2010) | Parámetros climáticos promedio de Pitiquito, Sonora (1951-2010) | Parámetros climáticos promedio de Pitiquito, Sonora (1951-2010) | Parámetros climáticos promedio de Pitiquito, Sonora (1951-2010) | Parámetros climáticos promedio de Pitiquito, Sonora (1951-2010) | Parámetros climáticos promedio de Pitiquito, Sonora (1951-2010) | Parámetros climáticos promedio de Pitiquito, Sonora (1951-2010) | Parámetros climáticos promedio de Pitiquito, Sonora (1951-2010) | Parámetros climáticos promedio de Pitiquito, Sonora (1951-2010) | Parámetros climáticos promedio de Pitiquito, Sonora (1951-2010) | Parámetros climáticos promedio de Pitiquito, Sonora (1951-2010) |
| Mes                                                                             | Ene.                                                            | Feb.                                                            | Mar.                                                            | Abr.                                                            | May.                                                            | Jun.                                                            | Jul.                                                            | Ago.                                                            | Sep.                                                            | Oct.                                                            | Nov.                                                            | Dic.                                                            | Anual                                                           |
| ------------------------------------------------------------------------------- | --------------------------------------------------------------- | --------------------------------------------------------------- | --------------------------------------------------------------- | --------------------------------------------------------------- | --------------------------------------------------------------- | --------------------------------------------------------------- | --------------------------------------------------------------- | --------------------------------------------------------------- | --------------------------------------------------------------- | --------------------------------------------------------------- | --------------------------------------------------------------- | --------------------------------------------------------------- | --------------------------------------------------------------- |
| Temp. máx. abs. (°C)                                                            | 34.0                                                            | 36.5                                                            | 40.5                                                            | 42.5                                                            | 46.0                                                            | 47.0                                                            | 48.0                                                            | 47.0                                                            | 45.0                                                            | 43.5                                                            | 36.5                                                            | 33.0                                                            | 48.0                                                            |
| Temp. máx. media (°C)                                                           | 21.4                                                            | 23.7                                                            | 26.7                                                            | 30.7                                                            | 35.2                                                            | 40.0                                                            | 40.4                                                            | 39.1                                                            | 37.7                                                            | 32.7                                                            | 26.9                                                            | 21.3                                                            | 31.3                                                            |
| Temp. media (°C)                                                                | 12.7                                                            | 14.4                                                            | 16.8                                                            | 19.8                                                            | 23.8                                                            | 28.8                                                            | 32.0                                                            | 31.1                                                            | 28.8                                                            | 23.2                                                            | 17.0                                                            | 12.7                                                            | 21.8                                                            |
| Temp. mín. media (°C)                                                           | 4.0                                                             | 5.2                                                             | 6.8                                                             | 8.9                                                             | 12.3                                                            | 17.5                                                            | 23.6                                                            | 23.0                                                            | 19.9                                                            | 13.7                                                            | 7.7                                                             | 4.1                                                             | 12.2                                                            |
| Temp. mín. abs. (°C)                                                            | -11.0                                                           | -5.5                                                            | -4.5                                                            | -1.0                                                            | 0.0                                                             | 6.0                                                             | 10.5                                                            | 12.0                                                            | 6.5                                                             | -1.0                                                            | -4.5                                                            | -8.5                                                            | -11.0                                                           |
| Precipitación total (mm)                                                        | 15.8                                                            | 14.4                                                            | 10.7                                                            | 4.0                                                             | 1.3                                                             | 3.2                                                             | 56.6                                                            | 61.8                                                            | 26.5                                                            | 15.5                                                            | 11.3                                                            | 25.2                                                            | 246.3                                                           |
| Días de precipitaciones (≥ 0.1 mm)                                              | 2.8                                                             | 2.3                                                             | 2.1                                                             | 0.8                                                             | 0.3                                                             | 0.6                                                             | 6.1                                                             | 6.5                                                             | 3.2                                                             | 2.1                                                             | 1.8                                                             | 3.3                                                             | 31.9                                                            |
| Fuente: Servicio Meteorológico Nacional. Actualizado el 9 de diciembre de 2016. |                                                                 |                                                                 |                                                                 |                                                                 |                                                                 |                                                                 |                                                                 |                                                                 |                                                                 |                                                                 |                                                                 |                                                                 |                                                                 |

## Economía
La economía del municipio es principalmente rural, destacando la ganadería y agricultura, aun cuando existen otras actividades primarias tales como minería y pesca. La industria principal es la peletería, que elabora variados artículos de piel para consumo nacional y exportación.
La vida económica del municipio está ligada a la ciudad de Caborca de la cual la separan unos pocos kilómetros (10 kilómetros aproximadamente vía carretera).

## Período de gestión y representación política
PERIODO
PRESIDENTE MUNICIPAL 
1934 – 1937
Trinidad Ortega V. (N/A)
1937 – 1940
Luis Ortega (N/A)
1940 – 1943
Ramón Tiznado (N/A)
1943 – 1946
Alfredo Méndez (N/A)
1946 – 1949
Ricardo Lizárraga Carmelo (N/A)
1949 – 1952
Porfirio Gastelum Lizárraga (N/A)
1952 – 1955
Alberto Cáñez Monreal (N/A)
1955 – 1958
Oscar Lizárraga Moreno (N/A)
1958 – 1961
Alfonso Gastelum Lizárraga (PRI)
1961 – 1964
Fco. Ortega Gastelum (PRI)
1964 – 1967
Alejandro Espinoza Lizárraga (PRI)
1967 – 1970
Miguel Méndez Bustamante (PRI)
1970 – 1973
Ignacio Estrella Valenzuela (PRI)
1973 – 1976
Fco. Burruel Ahumada (PRI)
1976 – 1979
Ricardo Ruíz León (PRI)
1979 – 1982
Osbaldo Estrella Valenzuela (PRI)
1982 – 1985
Carlos García Valenzuela (PRI)
1985 – 1988
Oscar Celaya Duarte (PRI)
1988 – 1991
Jorge Gastelum Méndez (PRI)
1991 – 1994
Gonzalo Celaya García (PRI)
1994 – 1997
Valentina Ruiz Lizárraga
Raúl Cota D. (PRI)
1997 – 2000
Ricardo Armando Gutiérrez García (PAN)
2000 – 2003
Fausto Lizárraga Mendoza (PAN)
2003 – 2006
Ramón Ángel Duran Fontes (PRI)
2006 - 2009
Gumercindo Ruiz Lizarraga (PRI)
2009 – 2012
Luis Octavio Valenzuela Senday (PRI)
2012 - 2015
Andrés Lara Velázquez (PAN)
2015 - 2018
C.P. Gumercindo Ruiz Lizarraga(PRI)
2018 - 2021
C.P. Gumercindo Ruiz Lizarraga(PRI)

## Localización
El municipio está enclavado en la parte noroeste del Estado de Sonora, sobre la costa del Golfo de California, su cabecera es la población de Pitiquito y colinda al noroeste con Altar, al sur con Hermosillo, al este con Trincheras y al oeste con Caborca y el Golfo de California. 
Posee una superficie de 11 979.96 km² que representan el 6.46 % del total estatal y el 0.61 % del nacional; las localidades más importantes, además de la cabecera municipal son: Puerto Libertad y el Desemboque.

## Deporte
Pitiquito cuenta con un equipo de béisbol en la Liga Regional Norte. Los Potros de Pitiquito, los cuales se coronaron campeones de la Liga Regional Norte en la temporada 2008. Ganaron al vencer en 6 juegos al equipo Verduleros de Terrenate.
También cuenta con una liga de fútbol, con varios equipos de los pueblos vecinos, entre los que destaca Cobach, equipo representativo de la localidad.

## Cultura
Pitiquito se caracteriza por las fiestas del Santo patrono, San Diego. Las cuales se festejan durante las primeras 2 semanas de noviembre. 
También cabe destacar las carreras de caballos que se llevan a cabo cada domingo, la mayoría de los domingos del año.

## Educación
Pitiquito cuenta con 2 jardines= Miguel Hidalgo y Costilla y Antonio Osuna Betancourt.    
3 primarias= Elvira Lizarraga Valenzuela,Francisco Burruel Ahumada y Jose Carmelo.
1 secundaria= Secundaria Técnica #11.
y una preparatoria= Faustino Felix Serna. Esta última de reciente creación gracias a la gestión del alcalde Isidro Vidal Villa, que tuvo como promesa de campaña principal que hubiera una preparatoria en su pueblo, debido a las dificultades que le representó estudiar en otra ciudad y misma promesa que fue lo que le generó muchos simpatizantes y lo llevó a ser electo con 18 años de edad.